# Alienação (marxismo)
No marxismo, alienação (do alemão Entfremdete Arbeit) é a situação típica do capitalismo através da qual as pessoas são apartadas dos bens que elas mesmas produzem. Essa ideia foi inspirada no Hegel.

## Explicação
O conceito de alienação é histórico. A história afirma que o homem evoluiu de acordo com seu trabalho. Portanto, a principal característica do homem é a sua criatividade de procurar soluções para seus problemas. Com a prática do trabalho, desenvolve seu raciocínio, aprende "novas lições" e coloca-as em prática. A alienação no trabalho é gerada devido à mercadoria, que são os produtos confeccionados pelos trabalhadores explorados, e ao lucro, que vem a ser a usurpação do trabalhador para que mais mercadorias sejam produzidas e vendidas acima do preço investido no trabalhador, assim rompendo o homem de si mesmo. "A atividade produtiva é, portanto, a fonte da consciência, e a ‘consciência alienada’ é o reflexo da atividade alienada ou da alienação da atividade, isto é, da autoalienação do trabalho".
No entanto, a produção depende do consumo e vice-versa. Sendo que o consumo produz a produção, e sem o consumo o trabalhador não produz. A produção consome a força de trabalho, também sustentando o consumo, pois cada mercadoria consumida vira uma mercadoria a ser produzida. Por conseguinte, ao se consumir de um produto que não é por si produzido, se fecha o ciclo de alienação. Pois, quando um produto é comprado, estará alimentando pessoas por um lado, e por outro colaborando com sua alienação e suas respectivas explorações. Onde quer que o capital imponha relações entre mercadorias, a alienação se manifesta; é a relação social engendrada pelo capital, seu jeito de ser humano.
A sua existência determinada pela economia (razão) exige uma intervenção política (paixão) que destrua sua gênese (a posse individual dos meios de produção), que promova uma revolução na economia.
Há também a questão da alimentação da alienação através das propagandas de produtos, que desumanizam os homens ao relacionar o produto com o consumidor e somente conceder-lhe a sensação de humanidade após o consumo do produto.
Em síntese, para melhor compreender o problema da alienação, é importante observar sua dupla contradição. Por um lado, há a ruptura do indivíduo com o seu próprio destino e uma síntese da ruptura anterior, apresentando novas possibilidades de romper a mesma alienação. O outro lado se apresenta como uma contradição externa, com o capital tentando tirar, do homem, suas características humanas, que leva o homem a lutar pela reapropriação de seus gestos.
Após confrontar a economia política e suas consequências no cotidiano das pessoas lançando, pela primeira vez, a expressão "alienação no trabalho", Karl Marx expõe, pela primeira vez, a alienação da sociedade burguesa – o fetichismo, que é o fato de a pessoa idolatrar certos objetos (automóveis, joias, etc.). O importante não é mais o sentimento, a consciência, pensamentos, mas sim o que a pessoa tem. Sendo o dinheiro o maior fetiche desta cultura, o que passa a ilusão às pessoas de possuir tudo o que desejam a respeito de bens materiais.
É muito importante também destacar que alienação se estende por todos os lados, mas não se trata de produto da consciência coletiva. A alienação somente constrói uma consciência fragmentada, que vem a ser algumas visões que as pessoas têm de um determinado assunto, algumas alienadas sem saber e outras que não esboçam nenhum posicionamento.